# Centre hospitalier de Mayotte
Le Centre hospitalier de Mayotte (CHM) est un centre hospitalier français dont le siège social est situé à Mamoudzou, sur l'île de Grande-Terre, à Mayotte, dans le sud-ouest de l'océan Indien. Il s'agit du seul centre hospitalier du département, et à ce titre, est composé de différents sites (18 sites dont 1 hôpital central, 4 hôpitaux périphériques et 13 centres de consultations médicales) pour couvrir les besoins de l'intégralité du territoire. Son budget est en augmentation régulière (+41 % en 4 ans). Il dépasse, en 2018, les 250 millions d'euros puis, en 2021, les 300 millions d'euros, ce qui le range parmi les budgets les plus importants des Centres Hospitaliers généraux français. Les effectifs dépassent les 2 700 agents, ce qui correspond à 6 % de la population active occupée de Mayotte.  
L'hôpital est connu pour sa maternité, une des plus importantes de France voire d'Europe, qui dépasse les 9 000 naissances par an en 2018 et 2019. En 2021, le nombre de naissances dépasse les 10 000. 
Du fait de sa situation géographique particulière, l'établissement n'appartient à aucun Groupement hospitalier de territoire. 
Des augmentations capacitaires majeures sont prévues dans les prochaines années dont la rénovation du site central entre 2022 et 2024 et la construction d'un hôpital supplémentaire à un emplacement encore indéterminé.

## Histoire
Le premier hôpital des Comores était situé sur Petite-Terre dès 1848, à Dzaoudzi. Toutefois, dans les années 1930, un site fut construit à Mamoudzou afin de répondre aux besoins de la population de Grande-Terre qui s'est progressivement agrandi jusqu'à devenir le siège du Centre Hospitalier de Mayotte. L'établissement a pris sa forme moderne en 1960, avec une capacité de 38 lits. Depuis le début des années 1990, l'établissement connait un développement particulièrement rapide. En 1996, le Centre Hospitalier et les autres établissements de Mayotte fusionnent au sein d'un établissement unique. En 2004, une autre fusion a lieu avec tous les dispensaires de l'île.  
On notera de grandes périodes de travaux et d'extension à partir des années 2000, l'ouverture d'un SMUR, d'un service d'hospitalisation à domicile, du SAMU et l'arrivée de nouvelle techniques de soins, d'imagerie et de déplacement (caisson hyperbare, IRM, hélisurface, coroscanner, acquisition d'un avion et d'un hélicoptère, réalisation d'une unité de production d'oxygène autonome) entre 2005 et 2020.   
En 2021, on observe l'ouverture sur Petite Terre de deux nouveaux sites : 
- Le site Martial Henry, composé notamment de lits de Soins de suite et de réadaptation et de gynéco-obstétrique ;
- Le troisième Centre médico-psychologique du département.

En 2022, un quatrième centre médico-psychologique devrait entrer en activité au centre de l'île.
À la suite d'une promesse présidentielle d'Emmanuel Macron et dans le cadre du plan d'action de l'État pour l'avenir de Mayotte, un deuxième hôpital central va prochainement être construit, il serait rattaché au Centre Hospitalier de Mayotte.

## Organisation hospitalière
Le Centre Hospitalier de Mayotte est un établissement public de santé. Il est doté de la personnalité morale et est organisé en Pôle hospitalier d'activité. Il est ainsi divisé en 9 pôles et en 9 directions fonctionnelles. Bien que réparti sur de multiples communes de Mayotte, le siège social de l'établissement est situé à Mamoudzou.  
L'établissement assure des missions d'enseignement notables avec notamment la gestion d'un Institut de Formation aux Soins Infirmiers (ISFI), d'un Institut de Formation des Aides Soignants (IFAS), d'un Institut de Formation des Auxiliaires de Puériculture (IFAP)  et d'une École de puériculture (EP), formant une centaine d'étudiants par an. 
Initialement membre du groupement hospitalier de territoire du Centre hospitalier universitaire de La Réunion, l'établissement n'appartient maintenant à plus aucun Groupement hospitalier de territoire depuis mars 2019. 

### Activité hospitalière

#### Contrainte démographique forte et des besoins en offre de santé en augmentation
Mayotte connait une forte croissance démographique depuis une cinquantaine d'années, passant de 32 607 habitants en 1966 à plus de 270 000 habitants en 2019. Entre 2012 et 2017, la croissance démographique est d'environ 3,8 % par an. Par ailleurs, des facteurs géographiques (climat tropical, insularité), sociaux (pauvreté, insalubrité de certains logements, manque de diversité alimentaire) et comportementaux (alcoolisme) viennent dégrader les principaux indicateurs de santé publique au sein de l’île et augmenter la prévalence des maladies chroniques. Cela n'est pas sans entraîner une augmentation importante des besoins en offre de soins : entre 2014 et 2018, le nombre de séjours hospitaliers a augmenté de 11,4 %. À cause de la faiblesse de l'activité privée et libérale sur l'île en matière de santé, le Centre Hospitalier de Mayotte est amené à assurer la presque intégralité des soins de la population de l'île.
Le Centre Hospitalier a une activité d'obstétrique particulièrement importante : en 2015, 8 854 naissances ont été prises en charge au CHM. Environ 60 % de ces naissances ont lieu à l'hôpital central de Mamoudzou, les autres ayant lieu dans les quatre hôpitaux périphériques. En 2007, 62 % des femmes qui y ont accouché n'étaient pas affiliées à la Sécurité sociale : parmi elles se trouvent de nombreuses Anjouanaises et autres Malgaches entrées illégalement sur le territoire. En 2018, 9 674 nouveau-nés y vont vu le jour.
L'hôpital central de Mamoudzou assure la régulation médicale du département (Service d'aide médicale urgente).

#### Pôles médicaux
L'activité de l'établissement est répartie en 9 pôles médicaux, qui sont les suivants :
- Pôle gynécologie - obstétrique
- Pôle enfant
- Pôle URSEC (Urgences - Réanimation - SAMU/SMUR - EVASAN - Caisson Hyperbare)
- Pôle BACS (Bloc - Anesthésie - Chirurgies - Spécialités)
- Pôle Médecine, rééducation et soins à domicile
- Pôle Santé Mentale (qui comprend notamment trois Centre médico-psychologique et un Centre d'activité thérapeutique à temps partiel[21])
- Pôle Santé Publique et Vigilances
- Pôle Médico-Technique
- Pôle MEDSEC (Médecine de Secteurs)

#### Équipements techniques
Le Centre Hospitalier dispose d'équipements modernes aussi bien en imagerie (scanners, coroscanner, IRM, échographes), qu'au bloc opératoire, au laboratoire d'analyse, et dans les services de soins (caisson hyperbare). Sur le plan logistique, il gère par ailleurs plusieurs lingeries, une cuisine, une hélisurface, des magasins et des pharmacies. L'établissement dispose également d'un hélicoptère, partagé avec la Gendarmerie.

### Organisation géographique
Les hôpitaux périphériques, officiellement appelés "Centre de Soins et d'Accouchement", sont au nombre de quatre. Ils accueillent tous des activités de consultations, d’obstétriques et d'odontologie et constituent une offre de soins de proximité. Ils sont situés à Dzoumogné, Kahani, Mramadoudou et Petite-Terre. 
En outre, treize centres de consultations médicales, anciennement des dispensaires, s'apparentent à des maisons de santé et sont rattachés à des hôpitaux périphériques ou à l'hôpital central selon leur localisation sur l’île. Ils sont situés à Labattoir, Pamandzi, Mtsapéré, Passamaïnty, Dembeni, Bouéni, Sada, M'Tsangamouji, Acoua, Mtsamboro, Koungou et Bandrele. 

#### Situation et accès
L'hôpital central est situé au centre-ville de Mamoudzou. Mayotte étant un territoire insulaire composé de plusieurs îles, l'accès par Petite Terre implique donc de prendre un bateau de transport ou une navette maritime. 
Un service d'évacuation sanitaire aérien a été mis en place en 2004 pour organiser les transferts de patients en direction de la France métropolitaine ou de La Réunion, appelé EVASAN.  

### Ressources Humaines
Le Centre Hospitalier est, en 2016, le 2e employeur du département de Mayotte derrière le Conseil départemental de Mayotte (3219 agents). 
Les agents de l'établissement appartiennent en grande partie à la Fonction publique hospitalière. Ils peuvent bénéficier du régime dérogatoire propre aux Département et région d'outre-mer (indemnité de sujétion géographique correspondant à 20 mois de traitement pendant les quatre premières années, majoration de 40 % du traitement, remboursement des frais de changement de résidence, retraite bonifiée -pour chaque période de 2 ans passée à Mayotte, un fonctionnaire reçoit 1 an de bonification de sa durée d'assurance, etc.).

### Financement et budget
En 2018, Le Centre Hospitalier connait un excédent budgétaire de 17,7 millions d'euros. Contrairement aux autres établissements de santé, le Centre Hospitalier de Mayotte n'applique pas la Tarification à l'activité (T2A) mais touche une dotation annuelle de l'assurance maladie. Cette dotation connait une hausse très importante pour répondre à la forte croissance démographique de l’île. Par ailleurs, de manière dérogatoire, les étrangers en situation irrégulière amenés à fréquenter le système public sont soumis au paiement d'une consignation représentant une part de la prestation dispensée depuis l'application de l'ordonnance no 2004-688 du 12 juillet 2004.  